# Когда вымерли динозавры?
«Когда́ вы́мерли диноза́вры?» — первое произведение Кира Булычёва, не относящееся к жанру детской литературы, научно-фантастический рассказ, написанный по заказу журнала «Искатель», приложения к журналу «Вокруг света» и впервые опубликованный в № 2 журнала за 1967 год.

## Сюжет
Журналист, командированный к месту палеонтологических раскопок на Саяны, присылает в редакцию плёнку с фотографиями живых диплодоков. После консультаций с учёными редакция даёт ему задание обеспечить поимку живого динозавра и приступает к организации его доставки с помощью железнодорожной платформы. Однако во время этой подготовки корреспондент является в редакцию лично и привозит в большой стеклянной банке диплодока размером в 30 сантиметров. Выясняется, что динозавры хотя и дожили до середины XX века, но сильно измельчали.

## История написания
В 1967 году в журнале «Искатель» уже после напечатания цветной обложки тиражом в 300 000 экземпляров был снят из номера переводной рассказ, иллюстрация к которому была изображена на первой странице обложки. В результате этого для номера потребовалось произведение, которое могло бы быть проиллюстрировано рисунком, изображающим стул со стоящей на нём большой стеклянной банкой, внутри которой находился динозавр. Кир Булычёв, ранее сотрудничавший с журналом «Вокруг света», приложением к которому является журнал «Искатель», взялся написать такое произведение и написал его за один вечер. 

После публикации во втором номере журнала «Искатель» за 1967 год рассказ неоднократно включался в сборники произведений Кира Булычёва. Рассказ был опубликован под псевдонимом «Кир. Булычёв».